# لا رکا د لا سیرا
لا رکا د لا سیرا (به اسپانیایی: La Roca de la Sierra) یک شهرستان در اسپانیا است که در استان باداخس واقع شده‌است.

## خصوصیات
لا رکا د لا سیرا ۱۱۰ کیلومترمربع مساحت و ۱٬۵۲۴ نفر جمعیت دارد و ۲۴۸ متر بالاتر از سطح دریا واقع شده‌است.